# Колдвелл (округ, Кентуккі)
Шаблон:StateAbbr_ 37°09′ пн. ш. 87°52′ зх. д. / 37.15° пн. ш. 87.87° зх. д.
Округ  Колдвелл (англ. Caldwell County) — округ (графство) у штаті  Кентуккі, США. Ідентифікатор округу 21033.

## Історія
Округ утворений 1809 року.

## Демографія
За даними перепису 
2000 року 
загальне населення округу становило 13060 осіб, зокрема міського населення було 6252, а сільського — 6808.
Серед мешканців округу чоловіків було 6278, а жінок — 6782. В окрузі було 5431 домогосподарство, 3801 родин, які мешкали в 6126 будинках.
Середній розмір родини становив 2,85.
Віковий розподіл населення поданий у таблиці:
| Стать    | До 15 років | 15-21 | 22-29 | 30-39 | 40-49 | 50-65 | 65-85 | Понад 85 |
| -------- | ----------- | ----- | ----- | ----- | ----- | ----- | ----- | -------- |
| Чоловіки | 1215        | 566   | 582   | 844   | 923   | 1209  | 872   | 67       |
| Жінки    | 1176        | 533   | 579   | 806   | 987   | 1292  | 1191  | 218      |

## Суміжні округи
- Вебстер — північний схід
- Гопкінс — північний схід
- Крістіан — південний схід
- Тріґґ — південь
- Лайон — південний захід
- Кріттенден — північний захід

## Виноски
1. ↑  U.S. Decennial Census. United States Census Bureau. Архів оригіналу за 26 квітня 2015. Процитовано 13 серпня 2014.
2. ↑  Historical Census Browser. University of Virginia Library. Архів оригіналу за 11 серпня 2012. Процитовано 13 серпня 2014.
3. ↑  Population of Counties by Decennial Census: 1900 to 1990. United States Census Bureau. Архів оригіналу за 13 жовтня 2014. Процитовано 13 серпня 2014.
4. ↑  Census 2000 PHC-T-4. Ranking Tables for Counties: 1990 and 2000 (PDF). United States Census Bureau. Архів оригіналу (PDF) за 18 грудня 2014. Процитовано 13 серпня 2014.
5. ↑  State & County QuickFacts. United States Census Bureau. Архів оригіналу за 7 липня 2011. Процитовано 6 березня 2014.(англ.) Наведено за англійською вікіпедією.
6. ↑  American FactFinder. Бюро перепису населення США. Архів оригіналу за 29 липня 2011. Процитовано 31 січня 2008.

| США | Це незавершена стаття з географії США. Ви можете допомогти проєкту, виправивши або дописавши її. |